# 942 Romilda
942 Romilda este un asteroid din centura principală, descoperit pe 11 octombrie 1920, de Karl Reinmuth.